# Elite Model Look
Elite Model Look — щорічний конкурс початківців-моделей, проводиться найбільшим міжнародним модельним агентством «Elite Model Management», також відомий як Look of the Year (до 1995 року).
Конкурс Elite Model Look був заснований в 1983 році, до 1995 року конкурс цей називався Look of The Year. Це найбільший і найпрестижніший професійний міжнародний конкурс, який відкриває широкі можливості для початківців моделей.
Elite Model Look щорічно проводиться модельною групою Elite Group в 50 країнах світу, відкриває нові обличчя і забезпечує саме успішне просування для його нових переможниць і призерів. Щорічно беруть участь 300 тисяч дівчат з 65 країн світу, але учасницями міжнародного фіналу стають лише 70.
Географія конкурсу постійно змінюється, право на його проведення оскаржують країни та міста. Перший конкурс проходив в Акапулько в Мексиці, згодом він проводився в Ріо-де-Жанейро, Маямі, Нью-Йорку. На початку конкурс Elite Model Look проходить в різних країнах, після чого переможниці національних фіналів приїжджають на міжнародний фінал.
Щороку переможниці Elite Model Look із понад 60 країн отримують шанс вийти у фінал. Конкурси «Elite Model Look» проводилися у:
- 1983 Акапулько, Мексика
- 1984 Маврикій
- 1986 Форте-дей-Марми, Італійська Рив'єра
- 1987 Таорміна, Сицилія
- 1988 Атамі, Японія
- 1989 Париж, Франція
- 1990 Ріо-де-Жанейро, Бразилія
- 1991 Нью-Йорк, США
- 1992 Нью-Йорк, США
- 1993 Маямі, США
- 1994 Ібіца, Іспанія
- 1995 Сеул, Південна Корея
- 1996 Ніцца, Франція
- 1997 Ніцца, Франція
- 1998 Ніцца, Франція
- 1999 Ніцца, Франція
- 2000 Женева, Швейцарія
- 2001 Ніцца, Франція
- 2002 Туніс, Туніс
- 2003 Сингапур
- 2004 Шанхай, Китай
- 2005 Шанхай, Китай
- 2006 Марракеш, Марокко
- 2007 Прага, Чехия
- 2008 Санья, Китай
- 2009 Санья, Китай
- 2010 Шанхай, Китай